# Antocha (Antocha) attenuata
Antocha (Antocha) attenuata is een tweevleugelige uit de familie steltmuggen (Limoniidae). De soort komt voor in het Oriëntaals gebied.